# Bienvenue aux dames
Bienvenue aux dames est une série télévisée québécoise en 26 épisodes de 25 minutes diffusée entre le 1er septembre 2009 et le 23 novembre 2010 sur le réseau V.

## Distribution
- Peter MacLeod : Kevin Matteau
- Anick Lemay : Carolanne Bernier
- Rémi-Pierre Paquin : Ti-Louis Rivard
- Brigitte Lafleur : Johanne Dubé
- Bruno Marcil : Jérémy Matteau
- Simon Boudreault : Luc Charrette
- Sylvie Boucher : Manon
- Marie Turgeon : Pauline
- Véronique Bannon : Bianca
- Antoine Vézina : Michel
- Camille Felton : Sabrina
- Roger Léger : Jean-Marc
- Michelle Labonté : Sylvie Brouillette
- Jean-François Beaupré : Jeff Lebeau
- Ariel Ifergan : Abdallah Mer El Saad
- Paolo Noël : Jerry
- Marc Legault : M. Brisebois
- Jean-François Nadeau : René Blanchette
- Jean-Pierre Bergeron : Chef Ron Bilodeau
- Gildor Roy : Marcel Chartrand
- Blaise Tardif : Maurice
- Marc Larrivée : Simon
- Frédérick De Grandpré : Roch St-Denis
- Pier Paquette : Émile Prégent
- Luc Proulx : Concessionnaire
- Monique Gosselin : Concessionnaire
- Brigitte Tremblay : Diane
- Marianne Farley : Sarah
- Nicolas Canuel : Patrick
- Guillaume Lambert : Serveur
- Guillaume Cyr : Fils Goyette
- Gaston Caron : Gilles Parker
- David Michaël : Jean-Martin
- Sébastien Beaulac : Client
- Sylvain G. Bissonnette : Beauchemin

## Fiche technique
- Scénaristes : Stéphane St-Denis, Louis-Philippe Rivard, Estelle Bouchard, Martin Forget
- Réalisation : Jean Bourbonnais et Frédérik D'Amours
- Société de production : Vendôme Télévision

## Épisodes

### Première saison (2009)
Diffusion du 1er septembre au 24 novembre 2009.
1. Les Retrouvailles
2. Carolanne vs Kevin
3. Montréal débarque en campagne
4. Multiples confrotations
5. La Petite femme parfaite
6. Guerre de territoire
7. Pour de vrai
8. La Fille d'en face
9. La Peine
10. Point de non retour
11. L'Héritage
12. Le Baiser de la mort
13. La Fuite

### Deuxième saison (2010)
Diffusion du 31 août au 23 novembre 2010.
1. Second début
2. Accommodements déraisonnables
3. Associés
4. La Grande Dépression
5. La Contre-Campagne
6. Si Lac-Touchet m'était conté
7. La contamination
8. Les entrailles de la terre
9. Touchèsataké
10. La grosse job
11. Saint-Victoire
12. La petite attraction
13. Case départ